# دهستان سفیدار
دهستان سفیدار، یکی از دهستان‌های بخش مرکزی شهرستان خفر در استان فارس ایران است. مرکز این دهستان، روستای اسماعیل‌آباد است.

## جمعیت
بر پایه سرشماری عمومی نفوس و مسکن در سال ۱۳۹۵، جمعیت دهستان سفیدار برابر با ۳،۸۹۳ نفر بوده است.